# 王茂駿
王茂駿，臺灣人因工程專家，曾任東海大學第九任校長。

## 經歷
畢業於東海大學化學系、輔系工業工程學系，並在美國內布拉斯加大學工業工程碩士、美國紐約州立大學工業工程博士完成學位。其研究專長為人因工程、數位人體模型、生物力學。

王茂駿在學校著名的路思義教堂內成婚，2016年2月1日就任東海大學第九任校長。教堂內參加新任校長的就職典禮時提到，能夠回到母校出任校長，是一生榮幸。

王茂駿也曾經獲教育部學術獎、科技部傑出研究獎、國際工業工程學會會士，以及美國人因工程學會（HFES）榮譽會士；曾任國立清華大學秘書長、研發長、工學院院長及工業工程系主任。

## 外部連結
- 東海大學校長專區王茂駿校長簡歷 （页面存档备份，存于）

| 教育職務                           | 教育職務                                    | 教育職務 |
| ---------------------------------- | ------------------------------------------- | -------- |
| 東海大學                           |                                             |          |
| 前任： 林振東（代理） 正任：湯銘哲 | 東海大學校長 第九任 2016年2月1日－2022年1月 | 張國恩   |